# Plinio Bustamante
Plinio Bustamante Pierattini (Santiago, Chile, 23 de junio de 1929-16 de agosto de 2020) fue un futbolista chileno que jugó de defensa central.

## Trayectoria
Su inicio fue en distintos equipos de la Asociación de Providencia. Comenzó en la serie infantil del Club Presidente Roosevelt y, con posterioridad, se desempeñó en el club Manuel Valencia. Durante el año 1947 participó en el club Arauco, desde donde pasó a Colo-Colo
En el equipo albo jugó en 6 temporadas, desde 1952 hasta el año 1958, titulándose Campeón en dos ocasiones: 1953 y 1956. Sus primeras apariciones como titular fueron sustituyendo a Arturo Farías, quien estaba castigado.
En 1959 se desenvolvió en el club Universidad Técnica del Estado, que competía en la Segunda División o Ascenso, correspondiente esos años a la hoy nominada Primera División B.

## Estadísticas

### Clubes
| Club                | País  | Año         |
| ------------------- | ----- | ----------- |
| Colo-Colo           | Chile | 1952 - 1958 |
| Universidad Técnica | Chile | 1959        |

## Palmarés

### Campeonatos nacionales
| Título           | Club      | País  | Año  |
| ---------------- | --------- | ----- | ---- |
| Primera División | Colo-Colo | Chile | 1953 |
| Primera División | Colo-Colo | Chile | 1956 |